# Sistar19
Sistar19 là gồm 2 thành viên của Sistar quản lý bởi Starship Entertainment.
SISTAR19 đã được tạo ra vào năm 2011, với giọng ca chính của rapper Bora và Hyolyn trưởng nhóm. Họ đã tổ chức biểu diễn đầu tiên của họ là SISTAR19 trên 05 Tháng năm 2011 trên M! Đếm ngược với single "Ma Boy", phát hành vào tháng đó, album mini đầu tiên của họ mang tên gone not around any longer được phát hành vào ngày 31 tháng 1, năm 2013.
Các đĩa đơn đầu tiên của tên cùng lên tới đỉnh Billboard Hàn Quốc K-Pop Hot 100 biểu đồ. Năm 2013, SISTAR19 đã được đề cử trong năm 2013 World Music Awards.
Ngày 16 tháng 1 năm 2023, ra mắt m/v NO MORE(MA BOY)  VÀ SAUCY